# JR岐阜駅バスターミナル

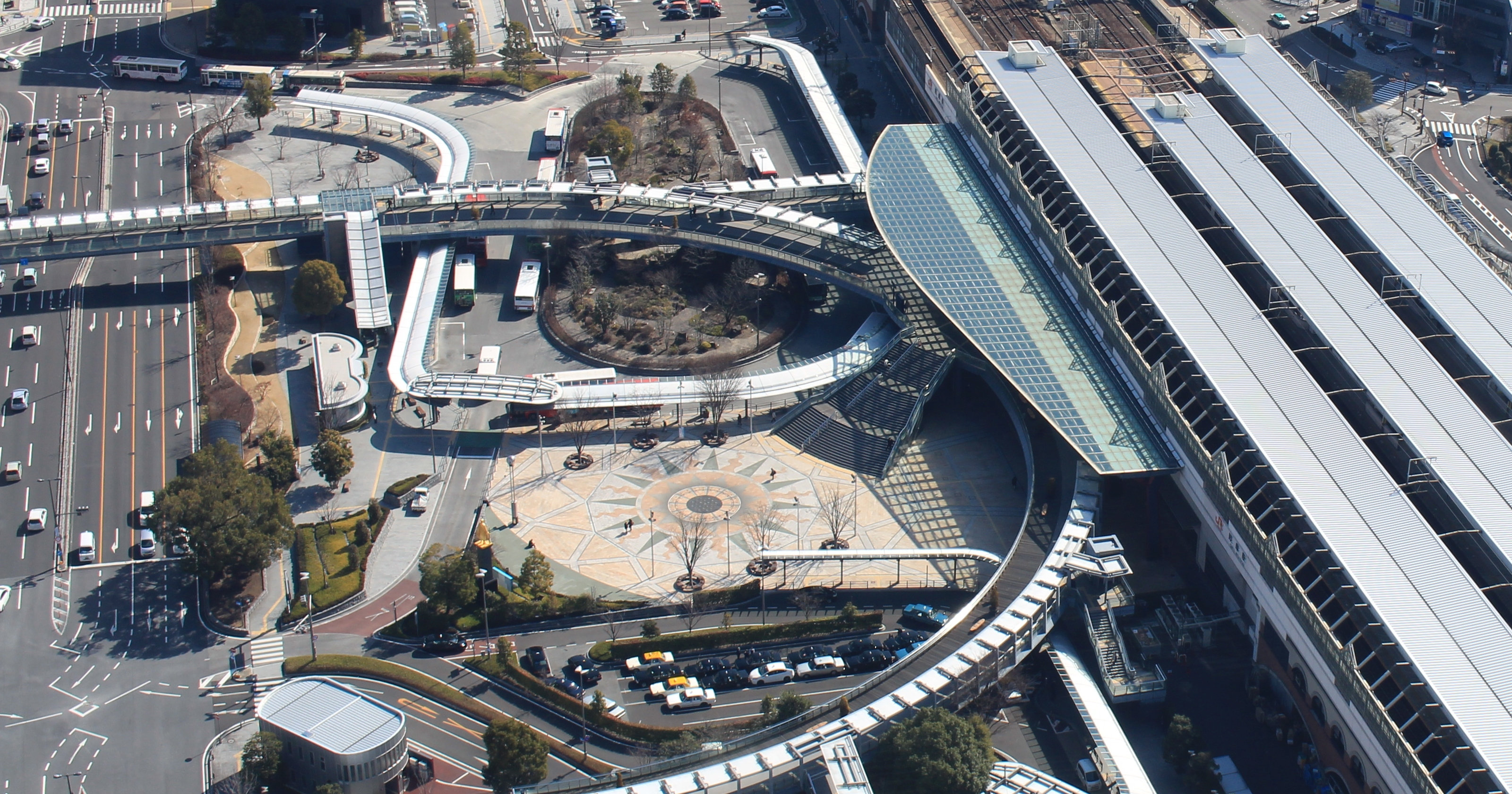
西側の岐阜シティ・タワー43から見下ろすJR岐阜駅北口あるJR岐阜駅バスターミナル（2016年2月）

JR岐阜駅バスターミナル（ジェイアールぎふえきバスターミナル）は、岐阜駅北口にあるバスターミナルである。岐阜乗合自動車の停留所名はJR岐阜（ジェイアールぎふ）である。

## 概説
元々は岐阜市営バスのバスターミナルであり、岐阜バスや名鉄バスは一部の路線のみの使用だった。2005年（平成17年）4月1日に岐阜市営バスが岐阜バスに譲渡されると、岐阜バスが全線使用出来るようになった。
岐阜駅北口の再開発・オムニバスタウン構想により、旧バスターミナルは閉鎖され、岐阜駅北口の駅前広場の東に新設される。2007年（平成19年）3月29日より運用開始。岐阜県初のバスロケーションシステムが岐阜市の政策もあって導入される。（2014年11月には、バスロケーションシステムが更新された。）なお、周辺の整備は2009年（平成21年）9月に完成している。
今まで岐阜バスは規制で一部の路線しかJR岐阜駅に乗り入れていなかったが、このバスターミナルによりJRを利用する県外からの訪問者が、今まで市中心部発着のみの路線から全路線が乗り入れる事で鉄道がない山県市方面など、岐阜市外への移動が可能になった
15ヶ所の乗降場が設置されている。降車用3ヶ所、乗車用12ヶ所で運用され、行き先方面ごとに色分けされ、判り易くなっている。
5番のりばには、JR東海バスが運行する東京方面ドリーム号、京都・大阪方面青春ドリーム号も発着する。

## 路線一覧
2023年11月1日時点の乗車位置。特記事項がない限り、全て岐阜乗合自動車による運行路線である。尚、3番のりばは降車専用であるが、2023年11月25日から2028年3月31日までは自動運転バスのギフハートバスの乗降場として使用される。
| のりば                       | のりばの色   | 取り扱い路線                                       | 行先番号                                   | 行先・経由地                                                                                         |
| ---------------------------- | ------------ | -------------------------------------------------- | ------------------------------------------ | --- |
| 1番のりば                    | （指定無し） | 降車専用                                           | 降車専用                                   | 降車専用                                                                                             |
| 2番のりば                    | （指定無し） | 降車専用                                           | 降車専用                                   | 降車専用                                                                                             |
| 3番のりば                    | （指定無し） | 降車専用                                           | 降車専用                                   | 降車専用                                                                                             |
| 4番のりば                    | 赤           | 茜部・鶉方面                                       | 茜部・鶉方面                               | 茜部・鶉方面                                                                                         |
| 4番のりば                    | 赤           | 加納南線                                           | E13                                        | 岐阜保健大学                                                                                         |
| 4番のりば                    | 赤           | 茜部三田洞線                                       | E70                                        | 下佐波                                                                                               |
| 4番のりば                    | 赤           | 茜部三田洞線                                       | E71                                        | 高桑                                                                                                 |
| 4番のりば                    | 赤           | 茜部三田洞線                                       | E72                                        | もえぎの里                                                                                           |
| 4番のりば                    | 赤           | 茜部三田洞線                                       | E76                                        | カラフルタウン                                                                                       |
| 5番のりば                    | 赤           | 下川手・岐阜県庁・東京・大阪方面                   | 下川手・岐阜県庁・東京・大阪方面           | 下川手・岐阜県庁・東京・大阪方面                                                                     |
| 5番のりば                    | 赤           | 岐南町線                                           | E16                                        | 岐南町三宅                                                                                           |
| 5番のりば                    | 赤           | 松籟加納線                                         | E15                                        | 岐南営業所（名鉄岐南駅東経由）                                                                       |
| 5番のりば                    | 赤           | 松籟加納線                                         | E17                                        | 岐南営業所（岐南中学校経由）                                                                         |
| 5番のりば                    | 赤           | 松籟加納線                                         | E18                                        | 下川手（加納桜道経由）                                                                               |
| 5番のりば                    | 赤           | 松籟加納線                                         | E19                                        | 東川手                                                                                               |
| 5番のりば                    | 赤           | 北方河渡線（平日のみ）                             | E18                                        | 下川手（加納桜道経由）                                                                               |
| 5番のりば                    | 赤           | 尾崎団地線                                         | W18                                        | 下川手（加納新本町経由）                                                                             |
| 5番のりば                    | 赤           | 大洞団地線                                         | W32                                        | OKBふれあい会館（加納新本町経由）                                                                    |
| 5番のりば                    | 赤           | 尾崎団地線                                         | W32                                        | OKBふれあい会館（加納新本町経由）                                                                    |
| 5番のりば                    | 赤           | 岐北線                                             | W32                                        | OKBふれあい会館（加納新本町経由）                                                                    |
| 5番のりば                    | 赤           | 加納島線                                           | E32                                        | OKBふれあい会館（加納桜道経由）                                                                      |
| 5番のりば                    | 赤           | JRハイウェイバス（ジェイアール東海バス、夜間のみ） | ドリームなごや号                           | 東京駅・新木場駅                                                                                     |
| 5番のりば                    | 赤           | JRハイウェイバス（ジェイアール東海バス、夜間のみ） | 青春大阪ドリーム名古屋号                   | 草津駅・京都駅・千里ニュータウン・大阪駅・大阪シティエアターミナル・ユニバーサル・スタジオ・ジャパン |
| 6番のりば                    | 青           | 墨俣・市橋方面                                     | 墨俣・市橋方面                             | 墨俣・市橋方面                                                                                       |
| 6番のりば                    | 青           | おぶさ墨俣線                                       | W65                                        | 墨俣                                                                                                 |
| 6番のりば                    | 青           | おぶさ墨俣線                                       | W67                                        | 岐阜聖徳学園大学                                                                                     |
| 6番のりば                    | 青           | 岐阜聖徳学園大学線                                 | W66                                        | 岐阜流通センター                                                                                     |
| 6番のりば                    | 青           | 岐阜聖徳学園大学線                                 | W67                                        | 岐阜聖徳学園大学                                                                                     |
| 6番のりば                    | 青           | 岐阜聖徳学園大学線                                 | W68                                        | 県自動車会館                                                                                         |
| 6番のりば                    | 青           | 鏡島市橋線                                         | W15                                        | 市橋（県美術館経由）                                                                                 |
| 岐阜聖徳学園大学スクールバス | （番号なし） | 岐阜聖徳学園大学羽島キャンパス行き                 |                                            | |
| 7番のりば                    | 黄緑         | 市民病院・鏡島・北方・真正方面                     | 市民病院・鏡島・北方・真正方面             | 市民病院・鏡島・北方・真正方面                                                                       |
| 7番のりば                    | 黄緑         | 岐阜高富線                                         | G51                                        | 西鏡島                                                                                               |
| 7番のりば                    | 黄緑         | 岐阜女子大線                                       | G51                                        | 西鏡島                                                                                               |
| 7番のりば                    | 黄緑         | 岐北線                                             | G30                                        | 森屋                                                                                                 |
| 7番のりば                    | 黄緑         | 北方河渡線                                         | G61                                        | 芝原6丁目                                                                                            |
| 7番のりば                    | 黄緑         | 北方河渡線                                         | G62                                        | 北方バスターミナル                                                                                   |
| 7番のりば                    | 黄緑         | 真正大縄場線                                       | O75                                        | 北方バスターミナル                                                                                   |
| 7番のりば                    | 黄緑         | 真正大縄場線                                       | O81                                        | イオンタウン本巣（大縄場大橋西・島大橋東・北方バスターミナル・アピタ北方・宗慶経由）                 |
| 7番のりば                    | 黄緑         | 真正大縄場線                                       | O82                                        | 西濃厚生病院（大縄場大橋西・島大橋東・北方バスターミナル・アピタ北方・宗慶・イオンタウン本巣経由）   |
| 7番のりば                    | 黄緑         | 真正大縄場線                                       | O85                                        | 大野バスセンター（大縄場大橋西・島大橋東・アピタ北方・宗慶経由）                                     |
| 7番のりば                    | 黄緑         | 岐阜高専線（平日のみ）                             | O65                                        | 岐阜高専                                                                                             |
| 8番のりば                    | 紫           | 忠節橋・モレラ岐阜・大野・黒野方面                 | 忠節橋・モレラ岐阜・大野・黒野方面         | 忠節橋・モレラ岐阜・大野・黒野方面                                                                   |
| 8番のりば                    | 紫           | 黒野線                                             | C45                                        | 御望野                                                                                               |
| 8番のりば                    | 紫           | 黒野線                                             | C46                                        | 西秋沢                                                                                               |
| 8番のりば                    | 紫           | 黒野線                                             | C47                                        | 本巣市役所（御望野経由）                                                                             |
| 8番のりば                    | 紫           | 黒野線                                             | C48                                        | 宝珠ハイツ                                                                                           |
| 8番のりば                    | 紫           | 黒野線                                             | C49                                        | 谷汲山（毎月18日のみ）                                                                               |
| 8番のりば                    | 紫           | 忠節長良線（平日のみ）                             | C31                                        | おぶさ（北高前・県岐商前経由）                                                                       |
| 8番のりば                    | 紫           | 忠節長良線（平日のみ）                             | C33                                        | 国際会議場北口（北高前・県岐商前経由）                                                               |
| 8番のりば                    | 紫           | 加野団地線（平日のみ）                             | C32                                        | 三輪釈迦前（学休日運休）                                                                             |
| 8番のりば                    | 紫           | 西郷線                                             | C38                                        | 本巣市役所（忠節橋・北島経由）                                                                       |
| 8番のりば                    | 紫           | 大野忠節線                                         | C34                                        | 北方バスターミナル                                                                                   |
| 8番のりば                    | 紫           | 大野忠節線                                         | C35                                        | パレットピアおおの                                                                                   |
| 8番のりば                    | 紫           | 大野忠節線                                         | C39                                        | 大野バスセンター（忠節・島消防署・上真桑・政田経由）                                                 |
| 8番のりば                    | 紫           | モレラ忠節線                                       | C30                                        | 大野バスセンター（忠節・島消防署・モレラ岐阜経由）（平日のみ）                                       |
| 8番のりば                    | 紫           | モレラ忠節線                                       | C36                                        | モレラ岐阜                                                                                           |
| 8番のりば                    | 紫           | 曽我屋線                                           | O35                                        | 市立女子短大                                                                                         |
| 8番のりば                    | 紫           | 曽我屋線                                           | O37                                        | 山田病院・寺田ガーデン（大縄場大橋・市立女子短大・一日市場経由）                                     |
| 9番のりば                    | 青緑         | 正木（マーサ21）・岐阜大学病院方面                 | 正木（マーサ21）・岐阜大学病院方面         | 正木（マーサ21）・岐阜大学病院方面                                                                   |
| 9番のりば                    | 青緑         | 岐阜大学・病院線                                   | C70                                        | 岐阜大学病院                                                                                         |
| 9番のりば                    | 青緑         | 岐阜大学・病院線                                   | C71                                        | 【清流ライナー】岐阜大学病院（平日のみ）                                                             |
| 9番のりば                    | 青緑         | 岐阜大学・病院線                                   | C72                                        | 【快速】・【直行】岐阜大学病院（平日のみ）                                                           |
| 9番のりば                    | 青緑         | 岐南町線                                           | N45                                        | 岐阜大学病院（岐阜公園・さぎ山東経由）                                                               |
| 10番のりば                   | 橙           | 金華橋・島・三田洞方面                             | 金華橋・島・三田洞方面                     | 金華橋・島・三田洞方面                                                                               |
| 10番のりば                   | 橙           | 城田寺団地線                                       | K49                                        | 城田寺団地                                                                                           |
| 10番のりば                   | 橙           | 三田洞線                                           | K50                                        | 長良八代公園前                                                                                       |
| 10番のりば                   | 橙           | 三田洞線                                           | K55                                        | 粟野西5丁目                                                                                          |
| 10番のりば                   | 橙           | 加納島線                                           | K18                                        | 旦の島                                                                                               |
| 10番のりば                   | 橙           | 加納南線                                           | K35                                        | 南柿ヶ瀬                                                                                             |
| 10番のりば                   | 橙           | 鏡島市橋線                                         | K15                                        | 市橋（西野町・鏡島弘法経由）                                                                         |
| 11番のりば                   | 黄土         | 市内ループ線                                       | （左まわり）                               | 長良さぎ山まわり（長良橋→忠節橋→JR岐阜経由）                                                         |
| 11番のりば                   | 黄土         | 市内ループ線                                       | （右まわり）                               | 忠節さぎ山まわり（忠節橋→長良橋→JR岐阜経由）                                                         |
| 11番のりば                   | 黄土         | 市内ループ線                                       | 【清流ライナー】（左まわり）               | 長良さぎ山まわり （運休中）                                                                          |
| 12番のりば                   | 水           | 長良橋・山県・美濃方面                             | 長良橋・山県・美濃方面                     | 長良橋・山県・美濃方面                                                                               |
| 12番のりば                   | 水           | 茜部三田洞線                                       | N61                                        | 三田洞団地                                                                                           |
| 12番のりば                   | 水           | 茜部三田洞線                                       | N11                                        | 市役所・鶯谷高校口                                                                                   |
| 12番のりば                   | 水           | 岐阜高富線                                         | N80                                        | 山県バスターミナル（一部、新快速【長良北町まで直行】）                                               |
| 12番のりば                   | 水           | 岐阜高富線                                         | N75                                        | 山県市役所                                                                                           |
| 12番のりば                   | 水           | 岐阜女子大線                                       | N73                                        | 岐阜女子大                                                                                           |
| 12番のりば                   | 水           | 岐北線                                             | N82                                        | 山県高校前                                                                                           |
| 12番のりば                   | 水           | 岐北線                                             | N85                                        | 谷合                                                                                                 |
| 12番のりば                   | 水           | 岐北線                                             | N86                                        | 塩後                                                                                                 |
| 12番のりば                   | 水           | 板取線                                             | N83                                        | ほらどキウイプラザ                                                                                   |
| 12番のりば                   | 水           | 高美線                                             | N72                                        | 中濃庁舎                                                                                             |
| 12番のりば                   | 水           | 清流ライナー下岩崎線                               | N50                                        | 下岩崎（平日のみ）                                                                                   |
| 13番のりば                   | 水           | 長良橋・長良・芥見方面                             | 長良橋・長良・芥見方面                     | 長良橋・長良・芥見方面                                                                               |
| 13番のりば                   | 水           | おぶさ墨俣線                                       | N40                                        | 長良医療センター                                                                                     |
| 13番のりば                   | 水           | おぶさ墨俣線                                       | N41                                        | おぶさ                                                                                               |
| 13番のりば                   | 水           | おぶさ墨俣線                                       | （番号なし）                               | 長良高校前（平日のみ･学休日運休）                                                                    |
| 13番のりば                   | 水           | 松籟加納線                                         | N43                                        | 松籟団地                                                                                             |
| 13番のりば                   | 水           | 加野団地線                                         | N33                                        | 三輪釈迦（加野団地経由）                                                                             |
| 13番のりば                   | 水           | 加野団地線                                         | N32                                        | 岩井山かさ神（加野団地経由）                                                                         |
| 13番のりば                   | 水           | 大洞団地線                                         | N34                                        | 大洞緑団地（長良橋経由、平日のみ）                                                                   |
| 14番のりば                   | 赤紫         | 北一色・日野・関・美濃・八幡方面                   | 北一色・日野・関・美濃・八幡方面           | 北一色・日野・関・美濃・八幡方面                                                                     |
| 14番のりば                   | 赤紫         | 岐阜日野線                                         | B65                                        | 日野西                                                                                               |
| 14番のりば                   | 赤紫         | 岐阜関線                                           | B81                                        | せき東山                                                                                             |
| 14番のりば                   | 赤紫         | 岐阜関線                                           | B83                                        | 岐阜医療科学大（平日のみ）                                                                           |
| 14番のりば                   | 赤紫         | 大洞団地線                                         | B74                                        | 大洞緑団地                                                                                           |
| 14番のりば                   | 赤紫         | 岐阜美濃線                                         | B87                                        | 中濃庁舎（北一色・美濃市駅経由）                                                                     |
| 14番のりば                   | 赤紫         | 高速八幡線                                         | （番号無し）                               | ホテル郡上八幡                                                                                       |
| 14番のりば                   | 赤紫         | （日本タクシー運行）                               | （日本タクシー運行）                       | 岐阜競輪場無料シャトルバス                                                                           |
| 14番のりば                   | 赤紫         | （大新東運行）                                     | （大新東運行）                             | 聖マリア女学院スクールバス                                                                           |
| 15番のりば                   | 赤紫         | 北一色・岐阜県総合医療センター・各務原方面         | 北一色・岐阜県総合医療センター・各務原方面 | 北一色・岐阜県総合医療センター・各務原方面                                                           |
| 15番のりば                   | 赤紫         | 岐阜聖徳学園大学線                                 | B52                                        | 富田学園（平日1本のみ・学休日運休）                                                                  |
| 15番のりば                   | 赤紫         | 岐阜聖徳学園大学線                                 | B53                                        | 水海道                                                                                               |
| 15番のりば                   | 赤紫         | 尾崎団地線                                         | T51                                        | 県総合医療センター                                                                                   |
| 15番のりば                   | 赤紫         | 尾崎団地線                                         | T55                                        | 諏訪山団地                                                                                           |
| 15番のりば                   | 赤紫         | 尾崎団地線                                         | T57                                        | テクノプラザ（県総合医療センター経由、平日朝のみ）                                                   |
| 15番のりば                   | 赤紫         | 尾崎団地線                                         | T58                                        | 諏訪山団地（県総合医療センター経由）                                                                 |
| 15番のりば                   | 赤紫         | 尾崎団地線                                         | T59                                        | 各務原高校前（県総合医療センター経由）                                                               |
| 15番のりば                   | 赤紫         | 快速イオンモール各務原線                           | T60                                        | イオンモール各務原                                                                                   |

## 名鉄岐阜駅、岐阜駅の他のバス停
元々、名鉄岐阜駅、岐阜駅のバス停は、岐阜市営バスのターミナルは岐阜駅北口、岐阜バス岐阜市内線および名鉄バスは神田町通りの新岐阜バス停、岐阜バス郊外線は新岐阜バスセンターと、大きく3箇所に分かれていた。名鉄岐阜駅、岐阜駅周辺は再開発が行なわれており、バス停は数箇所に分散され、2007年1月時点では5箇所に分散されていた。
2007年（平成19年）3月29日、JR岐阜駅北口のバスのりばの改修工事が完成（JR岐阜駅バスターミナル）。同日より供用開始。岐阜市のオムニバスタウン構想により、バスロケーションシステムが導入され、12箇所のバス乗降場が設置され、40路線が乗り入れる。これに伴い、名鉄岐阜バス停の長良橋通り1番のりば〜6番のりばもバスロケーションシステムに対応したポールに取り替えられる。また、JR岐阜駅西バス停が廃止される。
2014年（平成26年）11月には、バスロケーションシステムが更新された。
2008年（平成20年）4月1日のダイヤ改正によりJR岐阜駅南口に停まるバス会社路線はなくなった。
岐阜バスターミナルは2024年9月30日に廃止。
| 場所                   | バス停名               | 乗り場       |
| ---------------------- | ---------------------- | ------------ |
| 名鉄岐阜のりば         | 名鉄岐阜               | 1〜6番のりば |
| JR岐阜駅バスターミナル | JR岐阜（ターミナル内） | 1〜15のりば※ |

※1・2・3番のりばは降車場